# Список орнитологических журналов
Список орнитологических журналов — включает журналы и другие периодические издания, публикующие орнитологические статьи и монографии, распределённые по странам. Список в алфавитном порядке смотрите здесь  (фр.).
По уровню цитирования (Импакт-фактор, Science Citation Index), первое место в мире в своей категории наук (орнитология) среди всех орнитологических журналов за 28 лет (1981—2008) занимает Auk (далее: Ornis Scandinavica, Ardea, The Condor, Ibis, Journal of Avian Biology, Bird Study, Colonial Waterbirds, Wilson Bulletin, Bird Behavior). В 2008 году в десятку вошли журналы Journal of Ornithology, Journal of Field Ornithology, Bird Conservation International, Acta Ornithologica.

## Европа
- Беркут (с 1992, Украина)
- Орнитология (с 1958, Россия)
- Русский орнитологический журнал — The Russian Journal of Ornithology (с 1992 года, Россия) ISSN 0869-4362. На свободном доступе — http://www.elibrary.ru Официальный сайт — http://www.ornis.su
- Пернатые хищники и их охрана — Raptors Conservation (с 2005 года, Россия) ISSN 1814-0076. На свободном доступе — http://www.elibrary.ru
- Acta Ornithologica —
- Alauda —
- Alula —
- Ardea (Leiden, с 1912) —
- Ardeola —
- Avian Science —
- Avicultural Magazine —
- Aquila —
- Bird Study —
- Birding Scotland
- Bulletin of the British Ornithologists' Club (Великобритания) —
- Central European Journal of Biology
- Cotinga —
- Der Falke —
- Hirundo —
- Ibis — British Ornithologists Union (1859, Лондон, Великобритания) —
- Journal of Avian Biology —
- Journal of Ornithology — (Германия)
- Neotropical Birding —
- Ornis Fennica (Финляндия) —
- Ornithologische Mitteilungen — (Германия) — ISSN 0030-5723
- Ornithos (Франция) —
- Revista Catalana d'Ornitologia (Испания) —
- Die Vogelwelt —
- Dutch Birding —

## Северная Америка
- Audubon Magazine (США) —
- The Auk, American Ornithologists' Union (США) — новые выпуски (после 1999 года) доступны на сайте журнала  Архивная копия от 16 июня 2009 на Wayback Machine; архив старых томов (volumes 1-116) за 1884—1999 годы доступен в виде DjVu и PDF — файлов на сайте SORA
- The Condor — Cooper Ornithological Society (США) — новые выпуски (после 2000 года) доступны на сайте журнала ; архив старых томов (volumes 1-102) за 1899—2000 годы доступен в виде DjVu и PDF — файлов на сайте SORA
- Journal of Field Ornithology — Association of Field Ornithologists (США) — тома 51-70 (1980—1999) и прошлые публикации Bird-Banding доступны в виде DjVu и PDF — файлов на сайте SORA
- Marine Ornithology —
- Wilson Journal of Ornithology (до 2006 года — Wilson Bulletin), Wilson Ornithological Society (США) — тома 1-111 за 1889—1999 годы доступны в виде DjVu и PDF — файлов на сайте SORA

## Южная Америка
- Atualidades Ornitológicas (Бразилия) —  Архивная копия от 21 февраля 2009 на Wayback Machine
- Ararajuba/Revista Brasileira de Ornitologia (Бразилия) —
- Boletín de la Sociedad Antioqueña de Ornitología (Бразилия) —
- Cotinga —
- Revista Ornitología Colombiana —

## Азия
- Indian Birds (Индия) —
- Japanese Journal of Ornithology (Япония) —
- Journal of the Yamashina Institute for Ornithology (Япония) —
- Strix (Япония) —
- Kukila (Bulletin of the Indonesian Ornithologists' Union — IdOU, (Индонезия) ) —
- BirdingASIA (бывший OBC Bulletin), Oriental Bird Club — , OBC Bulletin
- Ornithological Science —

## Австралия и Океания
- Emu — Royal Australasian Ornithologists Union, (с 1901, Мельбурн, Австралия) —
- Notornis — Ornithological Society of New Zealand, (Новая Зеландия)  (также включает журналы Southern Bird, OSNZ News, OSNZ Bulletins & Reports)

## Разное
- Birds & Blooms —
- Forktail, Oriental Bird Club —
- Marine Ornithology —